# Кушниров, Дмитрий Александрович
Дми́трий Алекса́ндрович Кушниров (укр. Дмитро Олександрович Кушніров; род. 1 апреля 1990, Тальное, Черкасская область) — украинский футболист, защитник.

## Биография
В детско-юношеской футбольной лиге Украины выступал за киевский РВУФК. В 2007 году попал в киевское «Динамо». В «Динамо-2» в Первой лиге Украины дебютировал 17 августа 2007 года в матче против мариупольского «Ильичёвца» (0:1). Всего за «Динамо-2» в Первой лиге провёл 141 матч и забил 5 мячей. В конце мая 2013 года побывал на просмотре в чешской «Сигме». «Динамо» рассматривало возможность аренды Кушнирова в «Сигму». В итоге переход не состоялся из-за травмы Дмитрия. Летом 2013 года покинул расположения «Динамо».
В юношеской сборной Украины до 17 лет дебютировал 21 августа 2005 года в матче против Белоруссии (1:0). Всего за сборную до 17 лет провёл 34 матча. В юношеской сборной до 19 лет дебютировал 27 февраля 2007 года в матче против Кипра (0:0). Кушниров был включён Юрием Калитвинцевым в состав сборной на чемпионат Европы 2009 года в Донецке и Мариуполе. Сыграл все 5 матчей в турнире. В финале Украина обыграла Англию со счётом 2:0, завоевав впервые в истории титул чемпиона Европы в этой возрастной категории.
После завершения спортивной карьеры работает в патрульной полиции города Херсона.

## Достижения
- Чемпион Европы среди юношей до 19 лет: 2009